# Titularbistum Amiternum
Amiternum  (italienisch Amiterno, lateinisch Amiterninus) ist ein Titularbistum der römisch-katholischen Kirche. 
Es geht zurück auf ein früheres Bistum mit Sitz in der antiken Stadt Amiternum in den Abruzzen.
| Titularbischöfe von Amiternum |                                   |                                    |                  |                   |
| Nr.                           | Name                              | Amt                                | von              | bis               |
| 1                             | Stanislao Amilcare Battistelli CP | ehemaliger Bischof von Teramo-Atri | 22. Februar 1967 | 6. Januar 1976    |
| 2                             | Agostino Cacciavillan             | Diplomat des Heiligen Stuhls       | 17. Januar 1976  | 21. Februar 2001  |
| 3                             | Timothy Paul Andrew Broglio       | Militärerzbischof (USA)            | 27. Februar 2001 | 19. November 2007 |
| 4                             | Luciano Suriani                   | Diplomat des Heiligen Stuhls       | 22. Februar 2008 |                   |